# شوهر ایده‌آل (فیلم ۱۹۹۹)
شوهر ایده‌آل (انگلیسی: An Ideal Husband) فیلمی بریتانیایی به کارگردانی الیور پارکر است که در سال ۱۹۹۹ منتشر شد.

## خلاصه داستان
«سر رابرت چیلترن» یک وزیر دولتی موفق به همراه همسری دوست داشتنی است. اما وقتی خانم «چاولی» به مدارکی که نشان دهنده گذشته بزهکارانه او است پیدایش می‌شود، همه چیز به هم می‌ریزد…

## بازیگران
- کیت بلانشت
- مینی درایور
- روپرت اورت
- جولیان مور
- پیتر وان
- نانسی کارول
- جروئن کرابا
- سایمون راسل بیل
- لینزی دانکن
- نیکلاس گریس